# 李官
李官，湖广沔阳（今湖北仙桃）人，是一名明朝政治人物。
李官曾于1601年接替庄尚稷任崇明县知县一职，1604年由张世臣接任。